# オバケのQ太郎 ワンワンパニック
『オバケのQ太郎 ワンワンパニック』（オバケのきゅうたろう ワンワンパニック）は、1985年12月16日にバンダイから発売されたファミリーコンピュータ（ファミコン）用コンピュータゲームソフト。テレビアニメ作品『オバケのQ太郎』（第3期）を原作としている。
北米ではキャラクターが差し替えられ、天使のキャラクターを操作する『Chubby Cherub』という作品として1986年10月29日に発売された。

## 概要
主人公である「Q太郎」を操作し、ステージの途中にあるアイテム（ステージの最後で待っているキャラクターへの届け物）を拾って最後で待っているキャラクターにアイテムを渡すとステージクリアとなる。サイドビュー右スクロール逆行不可、全12ステージ。1人または2人交互プレイ。
この時代のキャラクターゲームの例にもれず、操作性に若干「癖」があり、敵やアイテムの位置がシビア（完全に運任せな個所もある）で、子供向けキャラクターゲームとしては当時でも異質なほどの苛烈な難易度を誇る。
大会上位入賞者100名のみに贈られたゴールドカートリッジ版も存在する。ゲーム内容に変更は無いが、Q太郎が黄金色に光っている。2016年4月のゲーム雑誌での報告では、スーパーポテト秋葉原店で非売品として展示されているという。
北米版は『Chubby Cherub』という作品であり、キャラクターが天使に差し替えられている。ワンワン砲はBWの2文字、ガウガウ砲はハートで表される。QマークはPマークとなっている。食べ物は変わっておらず、団子やおにぎりと言った日本の食文化もそのまま表現されている。面会人物の顔も差し替えられている。音楽はタイトル画面のものが差し替えられているが、その他はそのままである。

## ゲーム内容

### システム
『オバケのQ太郎』の作品に出てくるキャラクターの顔と共に「の巻」と表示され（「（キャラクターの顔）の巻」）、各ステージとなる。それらのキャラクターにプレゼントを届けたり、誘拐されたオバケの仲間を助けるのが目的。各面は「n日目」のように表示される。
Q太郎は歩く、ジャンプ（Bボタン）、飛び降りる（下＋Bボタン）という動作のほか、ジャンプをしながらBボタンを押すことによって空を飛べる。飛行形態は歩行時よりも敏捷に動くことが出来る。
空腹ゲージが設定されており、普通に歩いていても止まっていても少しずつ減っていくほか、空を飛ぶとゲージが激しく減る。ゲージが一定量以下になると空を飛ぶことが出来なくなり、ゲージがなくなるとミスになる。ゲージは食べ物を食べる事によって回復する。
犬や、ワンワン砲と呼ばれる犬の鳴き声（「キャンキャン」「ワンワン」という2種類の鳴き声と共に、「ワン」と書かれた1つあるいは「ワ」と「ン」の2文字となって飛んでくる）に当たるとミスになり残機が減る。残機が無くなるとゲームオーバー。
Q太郎は当初は攻撃手段を持たないため、犬を避けて進むことになる。たまにステージの途中にスペシャルキャンディーが置いてあり、これを食べるとガウガウ砲（「ガウ」という2文字が飛んでいく）で犬を追い払うことができるようになる。Aボタンで発射する。キャンディー1つでガウガウ砲4発が補給され、ガウガウ砲のストックは9発まで。ガウガウ砲とワンワン砲が当たると相殺されていずれも消滅する。
Q太郎と犬の垂直座標が同じ前後1コマ分で重なると、犬は吼えない。これを利用して犬の鼻先に着地させつつ犬の鼻面にガウガウ砲を撃って安全に倒すことが出来る。
ガウガウ砲を当てて倒した犬は画面下方に沈んでいくが、この犬の残骸に触れてもミスになる。ただしこの残骸に連続してガウガウ砲を当てることにより1回1000点の高得点となる。
ステージは基本的に一本道である。途中でSTOPと書かれた場所（そのステージの中間地点）では全ての食べ物を食べ集めなければならない。それによってストーリーに沿ったアイテムが出現し、それを確保するとステージの先へ進むことができる。これらのアイテムは、通常ステージでは面会相手へのプレゼント、誘拐ステージでは手がかりという設定になっている。
制限時間が8時00分のように表示され、1分単位は実際の秒よりも早く進む。各ステージQ太郎は朝8時00分に出発し、夜の20時00分までに目的を達成しなくてはならない。20時になるとタイムアップでミスになる。17時以降は空が夕焼けとなり、19時になると夜空となるので残り時間が少ない目印となっていた。ミスあるいは天国や地獄より復帰して再スタートする場合は、その場所により制限時間が進んでいる。なお、制限時間そのものを延長することは一切できないが、特に3面と12面の誘拐ステージのラストにおいて、20時になる直前に地獄に行くことで、復帰した後の開始時間が18時に戻ることはあり得る。
10面から12面までは画面に出てくる宝石を一定数以上取らないと食べ物が現れない。体力回復のチャンスが減るのでステージクリアは一層厳しくなる。
ゴールすると、条件によってボーナス得点がもらえる。1-3面は食べ物、4-6面は残り時間（分単位）、7-9面は倒した犬の数、10-12面は宝石の数。
奇数万点ごとに残機が増える。

### アイテム
食べ物
ステージの途中にはりんご、ぶどう、団子、おにぎり、ケーキの5種類の食べ物があり、食べることによってゲージが回復する。それぞれ左記の順に10点から50点まで得点が異なるが、体力回復の度合いはどれも同じである。
スペシャルキャンディー
ガウガウ砲を4発分補給できる。ゲージは増えない。
Qマーク
食べ物を食べることによって出現する。食べるとゲージが通常の食べ物よりも多く回復すると共に、一定時間半透明となる。この間は無敵で、犬やスズメなどの敵はQ太郎をすり抜ける。半透明の状態でもワンワン砲に1回当たると半透明が無効となり元に戻る。取ると200点。
宝石
10-12面に現れる。一定の位置を通ると宝石が現れ、取ることにより初めて食べ物が現れる。たまに宝石を取っても食べ物が現れないダミーもある。
プレゼント／手がかり
STOPゾーンで全ての食べ物を取ると現れる。取ることによりSTOPが解除され、先に進める。取ると500点。

## ステージ構成

### 通常ステージ
1日目
ハカセにマイコンを届ける
2日目
神成さんに花を届ける
3日目
星マークを手掛かりにドロンパを助ける。この面から地獄行きの崖が出てくる
4日目
伸一にハートを届ける。
5日目
ゴジラに野球ボールを届ける。この面から天国行きの工場の煙が出てくる
6日目
リボンを手掛かりにP子を助ける
7日目
小池さんにラーメンを届ける
8日目
キザオにラジコンを届ける
9日目
本を手掛かりにO次郎を助ける
10日目
正太に野球帽を届ける。この面から宝石が現れ、それを取らない限り食べ物が出なくなる
11日目
よし子に人形を届ける
12日目
柔道着を手掛かりにU子を助ける
以下エンドレス。13日目からはまたハカセに戻る

### ステージ終盤
ステージの最後は2通りある。
通常ステージ
ビルの中のいずれかの窓に面会目的の人物がいる。窓の下にある食べ物を食べることによって窓が開き、クリア条件となる人物がいればその時点でクリアー。中にはランダムでほぼ回避不能なタイミングで犬が出てくる窓が2つある。食べ物をジャンプしながら食べると犬にぶつかる危険があるため、飛行形態で横や下方向に、あるいは下に降りながら食べることになる。
誘拐ステージ（3面ごとに1回）
オバケの仲間（ドロンパ、P子、O次郎、U子）が強盗にさらわれたのを助けに行く。ステージの最後にたどり着くと強盗が現れ、爆弾を投げてくる。これを避けながら強盗が落とした骨を取り、Aボタンを押すことにより（ガウガウ砲ではなく）骨が強盗に向かって投げつけられる。これ以降Q太郎のゲージは減らないが、強盗・爆弾・犬に当たるとミスになる。骨にめがけて犬が押し寄せ、犬が強盗に触れる（噛み付く）と強盗は逃げ出してステージクリアとなる。3面と12面は下から地獄へ行けるため、ゲージが減り飛行形態が出来なくなった場合は容易に体力回復が可能である。

### 隠しステージ
途中で隠しステージとして「天国」「地獄」がある。
天国
空の上を飛ぶ固定画面ステージ。ケーキ（食べると500点）がいっぱいあるボーナスステージ。煙突のある面で、通常の煙に時々混じって出る輪っか型の煙に下から飛行状態で体当たりすることによって画面上方へ牽引され、天国へ行ける。ジャンプ状態で輪っかの煙に当たるとミスになる。このため飛行が出来なくなるほど体力が消耗した状態では天国へ行けない。天国ではBボタンを押すか画面内に現れるカラスに当たる事で飛行形態が解除となり、通常ステージへ戻る。天国では時間が進むが、地上に戻ると分単位は切捨てでその時刻の0分に戻る。
スペシャル天国
ステージ開始あるいはミスして再開してから、Qマークを含む全ての食べ物（スペシャルキャンディーは除く）を左向きで食べる。または一切の食べ物を食べない、つまり食べ物を右向きに食べたというフラグを立てない。この条件を維持しながら天国へ行くことにより、通常は固定画面である天国が右スクロールする。雲が動くので確認できる。通常よりもずっと多くのケーキが確保でき、その高得点によって容易に残機を増やすことが出来る。またスクロールの度合いによって、地上へ降りると同ステージ内の先の場所へ進んだことになっている。スクロールの限界までたどり着けばステージクリア直前の場所へ降りることになる。天国へ行ける面は5面からだが、フラグはそれぞれのステージ開始からリセットされるので、煙突の登場しない面は左向きにこだわらず右向きで食べ物を食べても良い。開始直後に煙突がある面は特に狙いやすい。たまにステージ開始と同時に下降しつつ食べ物を食べるような面があり、そのような場合には左キーを押しっぱなしでスタートする必要がある。
地獄
画面の下が空いている場所では、下に落ちることによってミスにはならずこの地獄へたどり着く。真っ暗な背景の固定画面ステージで、犬があちこちにいる。足場が見えないのでマップを把握する必要がある。地獄では飛行する事が出来ない。ミスになっても残機が減ることはなく、出口にたどり着くまで何度もやり直しになる。キャンディーが置いてあり、ガウガウ砲が確保できる。外への出口はブルドッグが守っているが、これを必ずしも倒さなくてもジャンプで乗り越えて脱出することも可能。地獄では得点が一切カウントされない。ただし7-9面のボーナスは犬を倒した数で決まり、地獄で犬を倒すとその場の得点はもらえないものの倒した数が一気に4匹分カウントされる。地獄での時間は止まっており、地上に戻ると分数単位切捨てでその時刻の0分に戻る。
天国および地獄から抜け出るとゲージが満タンに回復する。実際には食べ物などで通常回復できる最大値よりもさらに少し多く回復する。ガウガウ砲のストックはゼロとなる。天国のみならず地獄もゲージ回復のための有効手段として利用できる。

## キャラクター

### 敵キャラクター
子犬
最も基本的な敵キャラクター。ガウガウ砲で倒せる。色別にゆっくり動くタイプ、早く動くタイプ、ジャンプをするタイプ、吼えてワンワン砲を打つタイプがある。茶・黄・赤紫と3色パターンがあり、赤紫が最も手ごわく、ステージ終盤で現れるのはこのタイプである。
ブルドッグ
キャラクター2コマ分の大柄な犬。ガウガウ砲で倒せる。基本的にジャンプはしない。一箇所にとどまるか一定範囲内をうろついているが、たまに下段に落ちるものもある。吼えるタイプはワンワン砲を2発分打ってくる。子犬同様3色パターンあり、色によって敏捷さが異なるが、最も早い赤紫でも子犬と比べるとそれほど早い動きではない。
チャウチャウ
ガウガウ砲がすり抜けてしまい倒せない犬。ゆっくり動くタイプ、早く動くタイプのほかに、一箇所にとどまってQ太郎の動きと共に垂直ジャンプするタイプがいる。これも3パターンいるが、ワンワン砲は一切撃たない
スズメ
ガウガウ砲では倒せない。水平に飛ぶものとジグザク斜めに飛ぶものがいる。
カラス
ガウガウ砲では倒せない。水平に飛ぶもの、垂直に飛んだあとQ太郎の横座標に合わせてから水平に飛ぶもの、Q太郎の真上に来ると卵を落とすものがいる。卵に当たってもミス。ストップ地点で画面右端にいると、いきなり飛び出してくるものもいる。
煙
煙突から吹いてくる。通常の雲状と輪っか状の2タイプがある。当たるとミス。輪っか状のものは飛行状態で下から当たりに行った場合のみ天国へ行くことができるが、横や上から当たるとミスになる。自動的に引き上げられていったら成功。
風船
Q太郎をめがけて飛んでくる。縦方向の動きが早い。ガウガウ砲で倒せない。当たり判定があるのは赤い部分のみで、黒い紐の部分にはない。
強盗
誘拐ステージの最後で現れ、爆弾を投げてくる。骨を置き去りにするのでそれを取って投げるとクリア。当たるとミス。
爆弾
強盗が投げてくる。当たるとミス。

## 音楽
タイトル画面の音楽は、当時放映されていた『オバケのQ太郎』（アニメ第3作）の主題歌（宇崎竜童作曲）に基づいている。天国のBGMの後半は主題歌を3拍子にアレンジしている。その他の音楽は全てオリジナルである。天国の音楽は上声のループが1拍分短くプログラムされており、ループする度に上声部と下声部がずれて行くバグがある。
音楽はタイトルを含み全てハ長調（地獄のみ同主調であるハ短調）で統一され、ゲーム全体がほのぼのと明るいイメージを持っている。
音色はどの曲も鋭い鋸状波に近いもののみで構成されている。これは初期バンダイのファミコン音楽に共通する特徴。

## 評価
| 項目 | キャラクタ | 音楽 | 操作性 | 熱中度 | お買得度 | オリジナリティ | 総合  |
| 得点 | 3.63       | 3.15 | 2.36   | 2.66   | 2.59     | 3.08           | 17.47 |

ゲーム誌『ファミリーコンピュータMagazine』の読者投票による「ゲーム通信簿」での評価は別記の通り17.47点（満30点）となっている。

## その他
発売当時に放送された特撮番組『巨獣特捜ジャスピオン』（1985年 - 1986年）第42話で本作の画面が映る箇所があるが、音楽や効果音は差し替えられていた。